# Arróniz
Arróniz (oficialment en castellà, Arroitz en basc) és un municipi de Navarra, a la comarca d'Estella Oriental, dins la merindad d'Estella. Limita al sud amb Sesma, a l'est amb Arellano i Dicastillo i a l'oest amb Luquin, Barbarin i Los Arcos.

## Demografia
| Evolució demogràfica                               | Evolució demogràfica | Evolució demogràfica | Evolució demogràfica | Evolució demogràfica | Evolució demogràfica | Evolució demogràfica | Evolució demogràfica | Evolució demogràfica | Evolució demogràfica | Evolució demogràfica |
| 1996                                               | 1998                 | 1999                 | 2000                 | 2001                 | 2002                 | 2003                 | 2004                 | 2005                 | 2006                 | 2007                 |
| -------------------------------------------------- | -------------------- | -------------------- | -------------------- | -------------------- | -------------------- | -------------------- | -------------------- | -------------------- | -------------------- | -------------------- |
| 1 212                                              | 1 196                | 1 188                | 1 172                | 1 154                | 1 140                | 1 140                | 1 156                | 1 154                | 1 147                | 1 135                |
| Fonts: Arroitz i Institut d'Estadística de Navarra |                      |                      |                      |                      |                      |                      |                      |                      |                      |                      |

## Història
Aquesta vila ha estat senyoria nobiliària, i ja apareix documentada en el segle xi com una tinença o possessió a càrrec de Lope Fortuñones i Fortún López. Va passar després a ser domini directe del rei, que en 1342 es va comprometre a no alienar-la. Alguns anys després, en 1397, Carles III va fer donació hereditària de la seva pecha i les seves rendes a favor de Carles de Beaumont. A la fi del segle xiv, Arroitz va sofrir una despoblació momentània a causa de la gran pesta de 1348, una epidèmia que va reduir la població considerablement i també una de les guerres amb Castella que va tenir lloc trenta anys després. Després d'haver format part de la Solana durant la baixa edat mitjana, en 1553 la vila apareix com a part del Comtat de Lerín. Des de 1647 va estar integrada en la vall de Santesteban de la Solana, del que va intentar desvincular-se des de 1828 i no ho va aconseguir fins a 1845.